# 蔡浩宇
蔡浩宇（1987年7月29日—），中国大陆企业家、遊戲製作人，米哈游创始人。現為米哈遊執行長與實控人。蔡浩宇在2012-2023年間還擔任米哈遊董事長和法定代表人。

## 早年及家族
蔡浩宇于1987年出生于山东省济南市，其父蔡志理是山东交通学院交通与物流工程学院教授/博士、硕士生导师，而祖父蔡瑞霖则为山东交通学院首任校长。
蔡浩宇曾在济南市明湖小学、济南外国语学校就读小学与初中。在山东省实验中学就读高中期间，蔡浩宇获得了上海交通大学的保送资格。
1995年，年僅8岁的蔡浩宇凭借《外星使者》獲得了全国第二届计算机动画比赛二等奖。1999年，12岁的蔡浩宇获评中国少年科学院首批「小院士」。
2010年，在上海交通大学研究生期間，蔡浩宇独立开发了基于Flash的2.5D等軸測游戏引擎「MisatoEngine」，並用此引擎開發了动作闯关游戲《娑婆物语》獲得了首届麻球Flash游戏开发大赛校园组冠军以及英特尔特别奖。游戲《娑婆物语》的劇情為蔡浩宇2009年創作的轻小説《格物末世录》中「弥生奈奈月」故事的节选，剧情围绕少女弥生奈奈月讨伐未知神明、解开未知谜团展开。

## 職涯
2011年1月，蔡浩宇與同爲上海交通大学电子信息学院的同学刘伟、罗宇皓、靳志成共同成立了「米哈游工作室」。工作室成立後，首款游戏《FlyMe2theMoon》于同年年底上綫。
2012年，米哈遊公司正式註冊成立。蔡浩宇擔任董事長和執行長。公司成立之後，蔡浩宇先後參與主導開發米哈遊的多個重點項目，包括《崩壞學園》、《崩壞學園2》、《崩壞3rd》、《原神》共4款遊戲，長期負責一線開發工作。
2021年3月4日，米哈游与上海瑞金医院簽訂合作備忘錄，共建“瑞金医院脑病中心米哈游联合实验室”，双方将结合各自在医学临床研究和信息技术领域的优势，共同開展脑机接口技术研究。蔡浩宇和米哈遊副总裁殷春波、米哈游研究中心（逆熵工作室）项目负责人邢骏博士出席。2021年12月1日，蔡浩宇通过米哈游名下负责新业态与新动能产业投资的附属公司“阿尔戈有限公司”和上海交通大学计算机教授吕宝粮共同投资100万元人民币成立“零唯一思有限公司”。公开资料显示，该公司以经营医学研究和试验发展、软件开发、动漫游戏开发等业务为主。其中，吕宝粮持股51%，蔡浩宇持股49%，并由米哈游战略投资部门副总裁吴頔先生担任公司法人代表。有媒体结合早期蔡浩宇及其导师吕宝粮和上海瑞金医院的合作备忘录指出，该公司的主要项目很有可能与脑机接口技术方向有关。
2022年2月15日，米哈游宣布启用面向大中華地區以外市場的全新品牌「HoYoverse」，蔡浩宇擔任品牌執行長。
2022年11月末，米哈遊對內發出通知信，解散由蔡浩宇帶隊的Project SH專案。據報道，Project SH專案為基於Unreal Engine 5引擎開發的開放世界二次元第一人稱射擊遊戲，由於遊戲品質達不到蔡浩宇預期而解散。
2023年9月，米哈游集团董事会通过决议，蔡浩宇不再擔任米哈遊法定代表人和董事长，其职位将由刘伟接任。多家媒體報道，蔡浩宇據傳將前往北美研究人工智能，對大型语言模型很感興趣。米哈遊回應媒體採訪，表示蔡浩宇将「投入更多的精力在前沿科技的研究与应用、新项目研发，以及串联国内与海外研发资源上」。
2024年9月，據多家媒體報道，蔡浩宇近日在新加坡創立通用人工智慧公司Anuttacon。

## 榮譽
2023年10月，胡潤研究院發表2023年「胡潤百富榜」，其中蔡浩宇資產估值為人民幣670億元，成為百富榜第55名。2024年10月，胡潤研究院發表2024年「胡潤百富榜」，蔡浩宇成为新一任“40岁以下白手起家首富”，财富730亿元，位列第44。

## 言論觀點

### 十亿人生活的虚拟世界
2021年2月20日，上海交通大学硅谷校友会举办了“乘风破浪–交大人职场/创业的故事”系列对话第五期。蔡浩宇作为分享嘉宾出席。在會上，蔡浩宇表示，希望米哈遊在2030年「打造出全球十亿人愿意生活在其中的虚拟世界」。

### 勸退遊戲從業者
2024年8月28日，蔡浩宇在領英發文，預言人工智慧生成內容將對遊戲行業帶來變革：「未来游戏行业只会有两种开发者：前0.0001%的天才带领精英团队创造出前所未有的东西，以及99%的业余爱好者开发满足自己想法的游戏。至于从普通到专业级的游戏开发者，不妨考虑转行。」言論引發遊戲業熱議。